# Liubei
Liubei är ett stadsdistrikt och säte för stadsfullmäktige i Liuzhous stad på prefekturnivå i den autonoma regionen Guangxi i sydligaste Kina. Det ligger omkring 200 kilometer nordost om regionhuvudstaden Nanning. 